# Margarita Eriksdotter
Margarita Eriksdotter (Gräfsnäs, 1 de enero de 1516-Tynnelsö, 25 de agosto de 1551), conocida también en la actualidad como Margarita Leijonhufvud,  fue reina consorte de Suecia desde 1536 hasta su muerte, como la segunda esposa del rey Gustavo I de Suecia.

## Biografía
Margarita era hija de Erik Abrahamsson, miembro del Consejo Real, y de Ebba Eriksdotter, miembro de la dinastía Vasa.
Cuando contaba con cuatro años de edad, el 8 de noviembre de 1520, su padre fue ejecutado en la plaza central de Estocolmo, en las persecuciones llevadas a cabo por el rey Cristián II conocidas como el baño de sangre de Estocolmo.
Contrajo matrimonio con el rey Gustavo Vasa el 1 de octubre de 1536, convirtiéndose así en la segunda esposa del monarca, un año después de la muerte de Catalina de Sajonia-Lauenburgo. La nueva reina era veinte años menor que su marido.
Margarita llevó una vida sencilla, tranquila y retraída en la corte, y pasaba largo tiempo en las propiedades reales en el campo. Su carácter compasivo contrastaba con el de su marido, pero al parecer el matrimonio fue bastante afortunado. Ella mantuvo su fe católica mientras la reforma protestante se instalaba en el país y el rey permitía el saqueo de iglesias y monasterios, al tiempo que él mismo adquiría la nueva religión.
Falleció el 26 de agosto de 1551. Sus restos mortales fueron trasladados a la Catedral de Upsala, donde también reposarían los del rey.

## Descendencia
Tuvo diez hijos, cinco varones y cinco niñas. Ocho hijos le sobrevivirían a su muerte.
1. Juan III (1537-1592), rey de Suecia (1567-1592).
2. Catalina (1539-1610), esposa del conde Edzard II de Frisia Oriental.
3. Cecilia (1540-1627), esposa del margrave Cristóbal II de Baden-Rodemachern.
4. Magnus (1542-1595), duque de Östergötland.
5. Carlos (1544-1544).
6. Ana María (1545-1610), esposa del conde palatino Jorge Juan I de Veldenz.
7. Sten (1546-1547).
8. Sofía (1547-1611), esposa de Magnus II de Sajonia-Lauenburgo, sobrino de la primera esposa de Gustavo Vasa.
9. Isabel (1549-1597), esposa del duque Cristóbal de Mecklemburgo.
10. Carlos IX (1550-1611), rey de Suecia (1599-1611).

| Predecesor: Catalina de Sajonia-Lauenburgo | Reina consorte de Suecia 1 de octubre de 1536-25 de agosto de 1551 | Sucesor: Catalina Stenbock |

- Datos: Q239443
- Multimedia: Margaret Leijonhufvud / Q239443